# 遺伝子検査

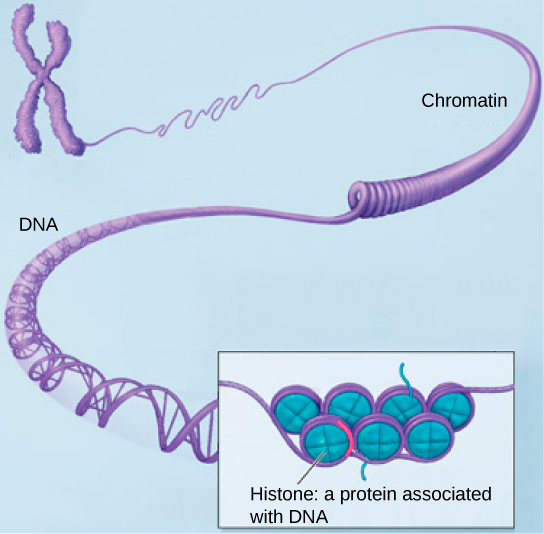
ヒトの細胞の核のクロマチン（染色質、chromatin）には遺伝情報を保持するDNAがヒストン（histone）という蛋白に巻き付いた形で収納されている。（なお、DNAは核以外にミトコンドリアにも存在する。）

遺伝子検査（いでんしけんさ、英語: gene-based tests）とは、生物の遺伝子や染色体などの遺伝情報の検査全般をさす。
遺伝子検査は、
1. 病原体核酸（遺伝子）検査、
2. ヒト体細胞遺伝子検査（がん細胞の後天的な遺伝子変異など、親から子に受け継がれないと考えられるもの）、
3. ヒト遺伝学的検査（生殖細胞系列遺伝子検査、すなわち、遺伝性疾患や体質など親から子に受け継がれる遺伝情報の検査）、

の3つに大別される。これらを総称して遺伝子関連検査ともいう。また、染色体検査についても、がんなどの後天的異常に関わるものは体細胞遺伝子検査、生殖細胞系列の染色体異常にかかわるものは遺伝学的検査に含まれる。

## 病原体核酸検査
病原体核酸検査（英語: pathogen nucleic acid test）とは、
細菌、ウイルス、真菌、などの病原微生物の遺伝子（DNAまたはRNA）の検査である。鋭敏で迅速な病原微生物の同定法として広く用いられているほか、治療方針決定のための微生物の遺伝子型検索、定量、薬剤耐性遺伝子の検索などが行われる。よく知られている例としては、新型コロナウイルス（SARSコロナウイルス2）のPCR検査があげられる:496-504。
日本で実施されている遺伝子関連検査のほとんどはこの範疇に属する。

## 体細胞遺伝子検査

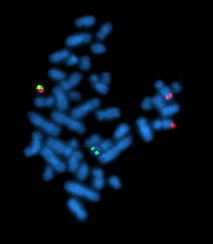
ヒト体細胞遺伝子検査の例：慢性骨髄性白血病に特徴的なBCR-ABL融合遺伝子の染色体検査（FISH法）。青が染色体、緑がBCR遺伝子、赤がABL1遺伝子。赤から黄・緑が隣接している部分がBCR-ABL融合遺伝子。

ヒト体細胞遺伝子検査（英語: human somatic cell genetic test）とは、
主に、悪性腫瘍（特に白血病・悪性リンパ腫など血液がん）の、後天的な遺伝子異常や遺伝子発現の差異を検出する検査である。悪性腫瘍の診断のみならず、抗癌剤の適応決定（コンパニオン診断）の指標としても用いられ、近年はがん診療に欠かせないものとなっている。
遺伝子関連検査の中では体細胞遺伝子検査は病原体核酸検査に次いで多く、また、その過半は白血病・悪性リンパ腫など造血器悪性腫瘍関連検査である。
固形がんについては、通常、腫瘍組織を用いて検査する（病理検査用のホルマリン固定パラフィン包埋標本も検査の対象となる）。近年は血液中の微量の腫瘍由来成分（細胞や核酸など）を検査するリキッドバイオプシー技術が発展してきている。

### 造血器悪性腫瘍
白血病の診断（病型分類）と治療方針決定には遺伝子検査が不可欠となっている。また、治療後の微小残存病変（測定可能残存病変）の遺伝子検査による検出の有無が寛解の判定にも用いられている。
白血病の遺伝子異常の代表的なものとして、慢性骨髄性白血病（CML）のBCR-ABL融合遺伝子と急性前骨髄球性白血病（APL）のPML-RARA融合遺伝子がある。詳細は外部リンクにあげた日本血液学会のサイトを参照されたい。
リンパ系の悪性腫瘍の多くはB細胞かT細胞由来であり、抗原受容体遺伝子の単クローン性の変化がみられる（正常のリンパ球の集団は抗原受容体遺伝子が再構成により多クローン性の変化をもっているが、腫瘍細胞はみな同じ再構成をもつ）。
リンパ球が腫瘍性に増殖しているかどうかの診断のために、T細胞系ではT細胞受容体遺伝子の再構成、B細胞系では免疫グロブリン遺伝子の再構成の検査が行われる:476-477。

### 固形がん
癌・肉腫について、よく行われる遺伝子検査としては、
EGFR遺伝子検査（肺癌）、RAS遺伝子検査（大腸癌）、c-kit遺伝子検査（消化管間質腫瘍）、マイクロサテライト不安定性検査（リンチ症候群）、などがあげられる。近年は、複数の遺伝子を同時に検索する遺伝子パネル検査も増えている。

## 遺伝学的検査
医療の場で実施されるヒト遺伝学的検査（英語: human genetic test）は、ヒトの遺伝子の病的バリアント（変異）を検出するものである。通常、血液を用いて行うが、原理的には、口腔粘膜、皮膚、毛髪、爪、などDNAを抽出できるものであれば検査可能である。
日本で実施されている遺伝学的検査のうち、頻度が多いのは、臓器移植のための検査（HLAタイビングなど）と薬理遺伝学検査であり、それに次ぐのが、単一遺伝子疾患の検査である。
その他、非発症保因者遺伝学的検査、発症前遺伝学的検査、易罹患性遺伝学的検査、出生前遺伝学的検査、着床前遺伝学的検査、
などさまざまな検査がある。また、先天代謝異常症等に関する新生児マススクリーニングも、それ自体は遺伝子の検査ではないが検査されている疾患の多くは遺伝性疾患であり、日本の遺伝学的検査のガイドラインでは適用範囲に含まれている:729-741。
遺伝学的検査については、遺伝子が生涯変化せず、血縁者間で一部共有されており子孫にも伝わる可能性のあること、
症状のない人についても将来の発症の予想や子孫への伝達の可能性の推定ができる場合があること、
不適切な利用や情報漏洩は検査を受ける当事者のみならず血縁者にも社会的不利益をもたらすリスクがあること、
などを十分に考慮しなければならない。また、本人、または、代諾者への十分な説明と同意が必要である（代諾者に説明する場合も可能な限り本人の了解を得ることが望ましい）。詳細は典拠にあげたガイドラインを参照されたい。

### 既に発症している疾患の診断
既に発症している疾患について、遺伝疾患の診断、または、その可能性を考えての鑑別診断に用いられるのが通常である。
診断に臨床的意義があることが前提であり、また、血縁者への影響を含めた十分な説明と意思決定の支援の上での同意と、遺伝カウンセリングも含む十分なサポートが必要である。
2023年4月現在、191の遺伝疾患の遺伝学的検査が保険適用となっており、
例としては、筋強直性ジストロフィー、デュシェンヌ型筋ジストロフィー・ベッカー型筋ジストロフィー、球脊髄性筋萎縮症、ハンチントン病、先天性難聴、などがあげられる。

### 発症前遺伝学的検査
医学的介入が臨床的に有用である可能性がある場合に行うのが原則である。
未成年者について発症前診断により予防や治療が可能となる場合は、両親等の代諾や、可能なら本人の了解を得るのが原則であり、
また、成年期以降に発症する疾患については、原則として、本人が成人し自分で判断できるようになってから実施すべきとされている。
発症前遺伝学的検査により予防や治療が可能になりうる疾患の例としては、
家族性アミロイドポリニューロパチー（遺伝性トランスサイレチン型アミロイドーシス）や脊髄性筋萎縮症（SMA）があげられる。
一方、ハンチントン病など、有効な予防法や治療法が確立されていない疾患について発症前遺伝学的検査を行う場合は、
検査前後の本人のみならず血縁者への心理的配慮、十分な遺伝カウンセリングなどの支援が必要となる。

### 遺伝性腫瘍
がんでみられる体細胞遺伝子の変化自体は基本的に子孫に伝わることはないが、がんを発症しやすくする生殖細胞系列の遺伝子異常（子孫に伝達される異常）が存在しており、
がん全体の5-10%が、遺伝的要因の関与が大きい遺伝性腫瘍であるとされる。日本人では乳癌・卵巣癌のうちの5-10 %程度が遺伝性腫瘍とされる。また、大腸癌では4-6 %が遺伝性腫瘍のリンチ症候群によると考えられている。
がんの遺伝子検査で遺伝性腫瘍を発見した場合は、遺伝学的検査に準じて取り扱いに倫理的配慮を要する。下の表に生殖細胞系列の遺伝子異常に関連するがん・腫瘍の代表的なものをあげる:697-727。
| 名称                           | 遺伝子                 | 関連するがん・腫瘍                                                          |
| ------------------------------ | ---------------------- | --------------------------------------------------------------------------- |
| 家族性大腸腺腫症               | APC                    | 大腸癌(ポリポーシス)、デスモイド腫瘍、十二指腸癌、胃癌、甲状腺癌            |
| 遺伝性乳癌卵巣癌症候群（HBOC） | BRCA1, BRCA2           | 乳癌、卵巣癌、前立腺癌、膵癌、悪性黒色腫                                    |
| リンチ症候群                   | MLH1, MSH2, MSH6, PMS2 | 大腸癌、子宮体癌、胃癌、腎盂・尿管癌、卵巣癌、 小腸癌、膵癌、胆道癌、脳腫瘍 |
| リー・フラウメニ症候群         | TP53                   | 軟部組織肉腫、骨肉腫、脳腫瘍、副腎皮質腫瘍、乳癌                            |
| カウデン症候群                 | PTEN                   | 乳癌、子宮体癌、甲状腺癌、大腸癌、腎細胞癌、過誤腫                          |
| 多発性内分泌腫瘍1型            | MEN1                   | 副甲状腺腫瘍、下垂体腫瘍                                                    |
| 多発性内分泌腫瘍2型            | RET                    | 甲状腺髄様癌、褐色細胞腫                                                    |
| 神経線維腫症1型                | NF1                    | 神経線維腫、神経鞘腫                                                        |
| Von Hipple-Lindau症候群        | VHL                    | 腎細胞癌、褐色細胞腫、脳血管細胞腫、血管芽種                                |
| 遺伝性網膜芽細胞腫             | RB1                    | 網膜芽細胞腫、骨肉腫                                                        |
| 遺伝性びまん型胃癌             | CDH1                   | びまん型胃癌、乳癌、など                                                    |

遺伝性乳がん卵巣がん症候群については、当該臓器のがんを発症していない場合でも、卵管・卵巣摘出術、乳房切除手術・乳房再建手術を行うことがある（予防的手術）。
2023年現在、乳がんや卵巣がんを発症したことのある人については、健康保険で予防的手術が認められている。

### 非発症保因者遺伝学的検査
たとえば、常染色体潜性（劣性）遺伝疾患の非発症保因者は
当該疾患を発症することも治療の必要もないが、
同じ遺伝子異常を持つ非発症保因者と子をなした場合、
約4分の1の確率で子が疾患を発症するリスクがある。
本人の同意が得られない状況での検査は特別な理由がない限り実施すべきではないとされる
（未成年者に対しては、原則として本人が成人し自律的に判断できるまで実施しない）。

### 新生児マススクリーニング
フェニルケトン尿症をはじめとする先天代謝異常等を早期に発見して治療をおこなうことを目的に
広く行われているが、日本のガイドラインでは遺伝学的検査に位置づけられており、保護者への十分な説明と、
検査陽性であった場合の専門施設における確定のための遺伝子検査や遺伝カウンセリングをはじめとする
情報提供や支援を要する。

### 出生前遺伝学的検査
出生前遺伝学的検査には、羊水、絨毛、などの胎児検体を使用する方法、
母体から採取した血液（胎児DNAが含まれている）で行う方法（NIPT）、などがある
（日本の遺伝学的検査のガイドラインでは、超音波検査などを用いた画像診断的方法も適用範囲に含まれている）。
適切な出生前検査のあり方、妊婦への情報提供・サポートなどの支援、など、倫理的・社会的課題が多数あることが指摘されている
。

### 着床前遺伝学的検査
体外受精や顕微授精によって得られた胚の割球や栄養外胚葉細胞を検体とする遺伝学的検査である。
医学的・社会的・倫理的課題が多く、実施する場合は、関連学会や関連専門医の意見に留意するとともに、
適切な遺伝カウンセリングや支援を提供する必要がある。

### 多因子疾患の遺伝学的検査（易罹患性診断）
多因子疾患とは、複数の遺伝子や環境が複雑に関わって発症するものであり、例をあげれば、2型糖尿病、本態性高血圧症、冠動脈疾患、肥満、など、多数の疾患が該当する。
多因子疾患については、遺伝子と疾患の相関関係は認められても因果関係については不明であるため、
遺伝学的検査を行っても、疾患発症に関わる確率的なリスクしか得られず、また、予測力も必ずしも高くない。
生活環境の改善など有効な対策があるものについては有意義である可能性も否定できないが、臨床的意義は必ずしも明確でない。
後述のDTC遺伝子検査の中には多因子疾患の易罹患性診断を提供するものも含まれており、
適切な説明、支援やカウンセリングなしの検査は望ましくないとされている。

### 薬理遺伝学検査
薬理遺伝学検査（ファーマコゲノミクス検査）は、薬物応答（薬物の体内動態および有効性と副作用）に関する遺伝学的検査であり、
特定の薬剤の有効性や重篤な副作用の有無と遺伝情報の関連が判明している場合に実施される。
例をあげれば、
UDPグルクロン酸転移酵素（UGT1A1）は抗がん剤イリノテカンの代謝（不活性化）に関与する酵素であるが、
UGT1A1遺伝子の多型によってはイリノテカンが不活性化されにくく、その結果として重篤な副作用が発生する場合があることが知られており、
イリノテカン投与量を調節する目的でUGT1A1遺伝子の検査が行われる。
薬理遺伝学的検査は生殖細胞系列の遺伝情報の検査、すなわち、遺伝学的検査ではあるが、
その結果により患者や血縁者が不利益を被る可能性が一般的な検査と変わらないものも多いと考えられ、
遺伝性疾患の診断や発症リスクを扱う遺伝学的検査とは異なる側面がある。
2022年5月に日本臨床薬理学会より独自のガイドラインとして「診療における薬理遺伝学検査の運用に関する提言」が公表されている。
この「提言」では、医療を要する遺伝性疾患の確定診断や発症リスク予測に関連しない薬理遺伝学検査については、
保険診療が適用される場合、通常の血液検査と同様に、書面による説明と同意なしに実施可能としている。
日本医学会の「医療における遺伝学的検査・診断に関するガイドライン」2022改訂版からは薬理遺伝学的検査は削除されている。

### HLA DNAタイピング
HLA（Human Leukocyte Antigen）とは、免疫学的に自己と非自己を区別するのに主要な役割をもつ細胞表面の蛋白（主要組織適合性複合体、MHC）であり、
ヒトの機能遺伝子のなかでは最も多型性をしめすものの一つである。
移植医療では、ドナー（移植臓器等提供者）とレシピエント（移植希望者）の
HLA型の適合や、移植後の血液細胞のドナー/レシピエント由来識別などを目的として、
HLAの型の検査が盛んに行われている。
その他、血小板輸血不応に際しても、HLA 適合血小板が必要になる場合がある。
HLAはかつては血清学的な検査が主流であったが、近年はDNA検査によるタイピングが主流である。
移植にかかわるHLA DNAタイピングは遺伝学的検査（生殖細胞系列遺伝子検査）ではあるが、
単一遺伝子疾患疾患の診断を目的とせず、検査方法や検査の目的が確立されているものであるので
日本医学会の「医療における遺伝学的検査・診断に関するガイドライン」の倫理指針の対象にはふくまれない
。
ただし、血縁者のHLAタイピングを行った結果、ABO血液型検査と同様に、意図せずに親子鑑定となり親子関係の否定につながる場合も考えられ、
一定の配慮は必要である。
また、移植と関係なく、疾患感受性(易罹患性）診断にHLA DNAタイピングが行われる場合があり、
その場合は「医療における遺伝学的検査・診断に関するガイドライン」の対象となる。
その他、移植医療の必要な子のためにHLAの適合したドナーを得るため、着床前胚をHLAで選別して受胎すること（「ドナー・ベビー」）の倫理性についても議論がある。

### DTC遺伝子検査（消費者向け遺伝子検査）
遺伝学的検査はもっぱら医療機関で行われるものであったが、
近年は、インターネット上で、医療機関を介さず、直接、一般消費者向けに遺伝学的検査が販売されている。
これは、DTC遺伝子検査（Direct To Consumer、消費者向け遺伝子検査）と呼ばれ、祖先のルーツ、親子鑑定（母体血による胎児に関するものを含む）、体質、能力、将来罹患しやすい疾患、などの情報を提供するものであるが、
検査の品質、提供される報告結果の科学的根拠の乏しさ、倫理的配慮の不十分さ、消費者が検査結果を適切に解釈し対応するためのカウンセリングの不十分さ、などの問題が指摘されている。
また、医療との関係性も問題であり、消費者向け遺伝子検査が特定の疾患リスクを予測したら医行為である「診断」であり、医師法違反となる。
一般的には、遺伝子のみならず環境要因の発症への関与が大きい「多因子疾患」について統計データと検査結果を比較するのみであれば「診断」には該当しないと考えられているが、グレーゾーンが大きい。
経済産業省から「遺伝子検査ビジネス実施事業者の遵守事項」が公表されてはいるが、強制力はなく、遵守率は高くないと報告されている。